# Friedrich Wilhelm von Unger
Friedrich Wilhelm von Unger (* 20. Februar 1792 in Börnecke bei Blankenburg; † 27. August 1867 in Laxdoyen (Ostpreußen)) war ein deutscher Geheimer Kammerrat.

## Leben
Friedrich Wilhelm von Unger wurde 1792 in der Grafschaft Blankenburg geboren. Während der Befreiungskriege trat er 1813 in das Lützowsche Freikorps ein. Ende des Jahres wurde er Kornet im Braunschweigischen Husaren-Regiment Nr. 17. Er nahm 1814/1815 am Krieg gegen Napoleon als Leutnant und Regimentsadjutant teil. In der Schlacht bei Waterloo zeichnete er sich aus. Im Rang eines Rittmeisters nahm er 1818 seinen Abschied aus der Armee. Anschließend pachtete und bewirtschaftete er das von Schradersche Gut in Groß Stöckheim bei Wolfenbüttel. Von Unger wurde 1840 braunschweigischer Kammerrat und Mitglied der Direktion der Domänen. Er ging 1859 als Geheimer Kammerrat in den Ruhestand.
Friedrich Wilhelm von Unger war verheiratet mit Henriette (1795–1837), Tochter des Juristen Heinrich Julius Friedrich von Schrader. Unter den sechs Kindern des Paares waren die  Offiziere Julius von Unger und Ernst von Unger. Friedrich Wilhelm von Unger starb 1867 im Alter von 75 Jahren.